# Bracon nitidisoma
Bracon nitidisoma es una especie de insecto del género Bracon de la familia Braconidae del orden Hymenoptera.

## Historia
Fue descrita científicamente por primera vez en el año 2009 por van Achterberg & Ng.